# United States Disciplinary Barracks
United States Disciplinary Barracks (USDB) er et amerikansk militærfængsel beliggende på Fort Leavenworth i Leavenworth County, Kansas.

## Historie
Fængslet blev oprettet ved lov i 1874, og er USA's forsvars eneste fængsel med sikkerhedsniveau Maximum Security. USDB drives af den amerikanske hær, men tager imod mandligt militært personel dømt mere end ti års fængsel eller dødsstraf ved krigsretter fra alle forsvarets fem værn. De nuværende faciliteter med plads til 515 indsatte blev indviet i september 2002, godt én kilometer fra de oprindelige bygninger. Vagterne ved fængslet er militærpoliti fra hæren.

## Dødsgangen
29 henrettelser har fundet sted ved USDB, inklusive 14 tyske krigsfanger henrettet over tre dage i juli og august 1945 for mord. Tyskerne blev ført til en elevatorskakt, hvor der var indrettet en midlertidig galge. Den sidste henrettelse i Leavenworth, som også var den sidste i det amerikanske forsvar, blev udført 13. april 1961, da menig John A. Bennett blev hængt for at have voldtaget og dræbt en 11 år gammel østrigsk pige. Bennett var sort, og mellem 1954 og 1961 var 11 ud af 12 henrettede soldater sorte.
I starten af 2016 var der seks dømte på USDBs dødsgang, der alle vil blive henrettet med en dødelig indsprøjtning, hvis dommen eksekveres.

## Galleri
- De oprindelige bygninger kaldet "The Castle" eller "Little Top", før de blev revet ned.
- Ransagning af en celle i 2011.